# Bathytoma formosensis
Bathytoma formosensis is een slakkensoort uit de familie van de Borsoniidae. De wetenschappelijke naam van de soort is voor het eerst geldig gepubliceerd in 2004 door Vera-Pelaez.